# ضد الحكومة (فلم)
ضد الحكومة فيلم مصري قصة وجيه أبو ذكرى، سيناريو وحوار بشير الديك، إخراج عاطف الطيب، مدير التصوير سعيد شيمي، إنتاج تاميدو للإنتاج والتوزيع (مدحت الشريف)، أنتج عام 1992. بطولة أحمد زكي،  لبلبة، عفاف شعيب، أبو بكر عزت، احمد خليل، المنتصر بالله، وفاء مكي، محمد نجاتي.

## قصة الفيلم
وهو عن محامي يقوم برفع قضية ضد وزراء في الحكومة نتيجة اكتشافه أن أوتوبيس رحلات أطفال يتعرض لحادث مع قطار يتسبب في وفاة العديد من الأطفال. الفيلم يحاول أن يلقى بمسؤولية الحادث على الحكومة متمثلة في وزير التعليم ووزير النقل في حين أبو بكر عزت محامي الحكومة يحاول أن يلقى باللوم على الموظفين الصغار مثل سواق الأتوبيس وعامل التحويلة.الفيلم من إخراج عاطف الطيب والموسيقى التصويرية ألفها مودي الإمام.

## القصة كاملة
مصطفى خلف(احمدزكى)وكيل نيابة مرتشى تم فصله، ليتحول لمحامى قذر، يتولى قضايا المخدرات والدعارة، ويكسبها بطرق ملتوية، وكون عصابة من المحامين مثل ساميه ( لبلبه ) وخيرى (فايق عزب) تخصصت في قضايا تعويضات حوادث الطرق، وبموجب توكيلات من أصحاب القضايا يستولون على التعويضات لأنفسهم، ويساعده الوكيل زكى (المنتصر بالله). كان مصطفى في بداية حياته متزوجا من جارته بالمطرية وحبيبته فاطمة (عفاف شعيب) الباحثة بمركز البحوث، حتى وقعت حادثة الرشوة، فطلبت الطلاق، وكانت حاملا، فأوهمته بتخلصها من حملها، وقد كان مصطفى يقضى وقته بماخور القوادة سنيه (جليله محمود) ويسعى وراء الراقصة خواطر (وفاء مكى) حتى اصطدم اوتوبيس مدارس بقطار، أسفر عن مصرع ٢٠ تلميذ وإصابة الآخرين، واستعدت مافيا التعويضات لتوزيع الغنيمة، ليكتشف مصطفى وجود ابن طليقته بين المصابين، وهو بطل في التايكوندو، وبالتحرى إكتشف انها تزوجت من الدكتور ابراهيم شوكت (احمد خليل) المسئول الكبير بالحزب الحاكم، والذى يستغل مستشفاه في عمليات اجهاض، وسرقة كلى المرضى، غير سرقة قرنية المتوفين، وأنها أنجبت ابنها سيف (محمد نجاتى) بعد طلاقهما بستة شهور فقط، مما يعنى ان سيف ابنه هو، وتمت نسبته للدكتور ابراهيم، وواجه فاطمة بذلك، وهدد الدكتور ابراهيم بفضحه لو وقف في طريقه، وتقرب مصطفى من سيف بإعتباره صديق العائلة ومحاميه، وقاومت فاطمة ذلك التقارب، وانقلبت حياة مصطفى للنقيض، وقرر دفاعا عن حق إبنه الذى فقد قدرته على مواصلة رياضة التايكوندو، أن يختصم وزيرى التعليم والمواصلات، ورئيس هيئة السكة الحديد، واتهامهم بالإهمال، مما جعل الجميع يقف ضده، من مسئولى الحكومة، و د.أبوالنور (ابوبكرعزت) محامى شركات التأمين ومحامى الوزراء والمسئول بالحزب الحاكم، الى زملاءه أعضاء مافيا التعويضات وعلى رأسهم سامية، التى كانت تطارده ليتزوجها، جميعهم وقف ضده، لكنه أصر على موقفه، حتى عندما ساومه وهدده ابو النور، لم يثنيه ذلك عن حق إبنه، فتم تلفيق تهمة توزيع منشورات له، من قبل أمن الدولة، وتم أذاقته كل صنوف العذاب، ولم تنجح توسلات ساميه وخواطر له، ليصرف نظر عن مخاصمة الحكومة، وقد زاد اصراره عندما جاءت فاطمة لتزوره ومعها سيف، بناء على رغبة الأخير، وافرج عنه في ميعاد الجلسة، وقام ابو النور بفضح تاريخ مصطفى الفاسد، ولم ينسى ان يذكر على العلن ان سيف هو ابنه الذى تخلى عنه، فعلم سيف من ابوه الحقيقى، ولم ينكر مصطفى، ولكنه استنجد بالمحكمة ان تعيد الحق لأصحابه وتحقق العدالة، وقررت المحكمة استدعاء الوزراء للمثول امام المحكمة، وعادت ساميه لتقف بصفه ومعها وفود من لجنة الدفاع عن الحريات والنقابة ولجنة حقوق الانسان، وكان أكبر نجاح له هو ارتماء إبنه في أحضانه.

## بطولة
| - أحمد زكي:مصطفى خلف المحامي - لبلبة:سامية - عفاف شعيب:فاطمة - أبو بكر عزت:الدكتور عبدالنور - المنتصر بالله:زكي | - أحمد خليل:الدكتور إبراهيم - وفاء مكي:خواطر - محمد نجاتي:سيف - فايق عزب:خيري - وفاء الحكيم | - أحمد عقل - يوسف عيد:أمين شرطة - أحمد الطاهر:القاضي - طارق كامل - طارق الباجوري: | - محمود جليفون - يوسف عثمان - رضا إدريس - المرسي أبو العباس:صبحي - أحمد كمالي:حمودة | - مجدي سعيد:صحفي - صالح العويل:سائق باص المدرسة - أحمد فؤاد سليم:وكيل النيابة - جليلة محمود:سنيه - خالد حمزة:القاضي |

## فريق العمل
| - جميل عزيز:مهندس الصوت - مجدي كامل:مكساج - هيام محمد:مسجل الصوت - أحمد عبدالخالق:مسجل الحوار - إبراهيم طاهر:مسجل الصوت - سمير الحمامي:مصفف الشعر - منصور عبدالوهاب:مساعد ماكيير - فاطمة بكري:مصفف الشعر | - محمد عشوب:ماكيير - نادية عبدالله:مساعد ماكيير - أحمد متولي:مونتير - نعمت فايد:نيجاتيف - إكرام يونس:مركب الفيلم - محمد أبو زيد:مساعد مونتير - عاطف الطيب:مخرج - أمالي بهنسي:مخرج مساعد | - أحمد كمال:سكريبت - حسين عرعر:كلاكيت - تاميدو للإنتاج والتوزيع السينمائي (مدحت الشريف):منتج وموزع - طارق الشيمي:منتج منفذ - ثائر يونس:مساعد منتج - عصام صابر:مساعد منتج - بشير الديك:سيناريو وحوار | - وجيه أبو ذكري:القصة - صلاح عبدالحليم:مدير المعامل - محمد مميش:مصحح الألوان - حورس للفيديو والسينما:موزع فيديو - سعيد شيمي:مدير التصوير - ميلاد جرجس:مصور فوتوغرافيا - مودي الإمام:موسيقى تصويرية |